# Kees Kist
Cornelis "Kees" Kist (ur. 7 sierpnia 1952 w Steenwijk) – piłkarz holenderski grający na pozycji napastnika.

## Kariera klubowa
Kist jest wychowankiem klubu SC Heerenveen, w barwach którego debiutował w dorosłym futbolu w 1970 roku w Eerstedivisie. Po 2 latach gry w tym klubie przeniósł się do pierwszoligowego AZ Alkmaar. Z czasem stawał się jednym z najskuteczniejszych graczy nie tylko swojej drużyny, ale i całej ligi. W 1977 roku zdobył 27 goli, o 7 mniej od króla strzelców ligi, Ruuda Geelsa. W 1978 roku zespół z Kistem w ataku wywalczył swój pierwszy w historii Puchar Holandii, a w lidze Kist znów był drugi w klasyfikacji strzelców (zdobył 25 goli) za Geelsem. W sezonie 1978/1979 Kees nie miał już sobie równych i strzelając 34 bramki, został pierwszy i raz królem strzelców ligi holenderskiej, a w kolejnym sezonie powtórzył to osiągnięcie zdobywając tym razem 27 goli. Na kolejne sukcesy z AZ musiał czekać do 1981 roku, kiedy to jedyny raz w swojej historii został mistrzem Holandii (21 meczów i 11 goli Kista), do tego dokładając kolejny puchar kraju. AZ dobrze spisał się także w Pucharze UEFA docierając aż do finału, w którym przegrał z Ipswich Town w dwumeczu (0:3, 4:2). W 1982 roku Kist po raz trzeci poprowadził AZ do zwycięstwa w krajowym pucharze, a w lidze ponownie został wicekrólem strzelców ligi za Wimem Kieftem. Po sezonie odszedł z drużyny po 10 latach gry w niej.
Latem 1982 Kist wyjechał do francuskiego Paris Saint-Germain. Był już jednak mniej skuteczny jak w ojczyźnie i zdobył 12 goli, a z PSG zajął 3. miejsce w lidze. Po sezonie, w 1983 roku Kist zmienił barwy klubowe i trafił do spadkowicza z Ligue 1, FC Mulhouse, jednak jego 10 goli nie pomogło w powrocie do ekstraklasy, a Kees wrócił do kraju.
W 1984 roku Kist znów został piłkarzem AZ. W sezonie 1984/1985 był jeszcze podstawowym zawodnikiem drużyny, ale w kolejnym już tylko rezerwowym, a do tego napastnik ten zatracił dawną skuteczność i zdobył w rundzie jesiennej zaledwie 4 gole. W zimie 1985 roku wrócił do Heerenveen, ciągle grającego w drugiej lidze i ostatecznie w 1987 roku zakończył karierę sportową w wieku 35 lat.
| Sezon   | Klub                | Kraj     | Rozgrywki     | Mecze | Bramki |
| ------- | ------------------- | -------- | ------------- | ----- | ------ |
| 1970/71 | SC Heerenveen       | Holandia | Eerstedivisie | ?     | ?      |
| 1971/72 | SC Heerenveen       | Holandia | Eerstedivisie | ?     | ?      |
| 1972/73 | AZ Alkmaar          | Holandia | Eredivisie    | 31    | 7      |
| 1973/74 | AZ Alkmaar          | Holandia | Eredivisie    | 34    | 7      |
| 1974/75 | AZ Alkmaar          | Holandia | Eredivisie    | 34    | 15     |
| 1975/76 | AZ Alkmaar          | Holandia | Eredivisie    | 33    | 15     |
| 1976/77 | AZ Alkmaar          | Holandia | Eredivisie    | 34    | 27     |
| 1977/78 | AZ Alkmaar          | Holandia | Eredivisie    | 34    | 25     |
| 1978/79 | AZ Alkmaar          | Holandia | Eredivisie    | 34    | 34     |
| 1979/80 | AZ Alkmaar          | Holandia | Eredivisie    | 34    | 27     |
| 1980/81 | AZ Alkmaar          | Holandia | Eredivisie    | 21    | 11     |
| 1981/82 | AZ Alkmaar          | Holandia | Eredivisie    | 34    | 29     |
| 1982/83 | Paris Saint-Germain | Francja  | Ligue 1       | 34    | 12     |
| 1983/84 | FC Mulhouse         | Francja  | Ligue 2       | 27    | 10     |
| 1984/85 | AZ Alkmaar          | Holandia | Eredivisie    | 32    | 11     |
| 1985/86 | AZ Alkmaar          | Holandia | Eredivisie    | 17    | 4      |
| 1985/86 | SC Heerenveen       | Holandia | Eerstedivisie | 7     | 5      |
| 1986/87 | SC Heerenveen       | Holandia | Eerstedivisie | 32    | 12     |

## Kariera reprezentacyjna
W reprezentacji Holandii Kist zadebiutował 30 kwietnia 1975 roku w przegranym 0:1 wyjazdowym meczu z Belgią. Następnie znalazł się w kadrze na Mistrzostwa Europy w Jugosławii, a w 1976 został powołany do kadry na ten turniej. Tam był jednak rezerwowym zawodnikiem i wystąpił w jednym meczu, o 3. miejsce, wygranym 3:2 po dogrywce z Jugosławią. Wystąpił także w kolejnej edycji mistrzostw kontynentu, w 1980 roku na Mistrzostwach Europy we Włoszech. Zagrał tam we wszystkich 3 meczach, a w 2 z nich, z Grecją (1:0) oraz Czechosłowacją (1:3) zdobywał bramki. Holandia nie wyszła jednak z grupy.
W reprezentacji Holandii Kist przez 5 lat rozegrał 21 meczów i zdobył w nich 4 gole.

## Sukcesy
- Mistrzostwo Holandii: 1981 z AZ
- Puchar Holandii: 1978, 1981, 1982 z AZ
- Finał Pucharu UEFA: 1981 z AZ
- Król strzelców Eredivisie: 1979, 1980
- 3. miejsce ME: 1976
- Uczestnik ME: 1976, 1980